# Francisco Antonio Cebrián y Valdá
Francisco Antonio Cebrián y Valdá (Xàtiva, 19 de fevereiro de 1734 - Madrid, 10 de fevereiro de 1820) foi um cardeal do seculo XIX

## Biografia
Nasceu em San Felipe em 19 de fevereiro de 1734, de família nobre. Filho de Antonio Cebrián Salvador (1697-1759), regente de San Felipe, e Ignacia Valdá y Andía-Irarrazábal (1697-?), dos marqueses de Busianos.
Estudos iniciais com professor particular; Universidade de Valência, Valência (filosofia e direito; doutorado em direito civil, 1755; e doutorado em direito canônico, 1759).
Ordenado, entre 1755 e 1759. Cônego doutoral do cabido da catedral de Valência, 1759. Ocupou a cátedra do Instituta y Código, Universidade de Valência, 1772; reitor da mesma universidade várias vezes. Vigário geral e capitular de Valência.
Eleito bispo de Orihuela, em 23 de julho de 1797 e confirmado em 24 de julho pelo Papa Pio VI. Consagrado em 8 de outubro de 1797, na catedral de Valência, por Juan Francisco Jiménez del Río, arcebispo de Valência, coadjuvado por Antonio José Moreno, bispo de Tortosa, e por Félix Rico Rico, bispo de Teruel. Destacou-se pela atividade caritativa durante a epidemia de cólera em 1812. Chamado à corte real de Madrid, renunciou ao governo da diocese de Orihuela em 7 de julho de 1815. Promovido ao patriarcado das Índias Ocidentais e nomeado pró-capelão-mor do rei e vigário-geral militar, chanceler das quatro ordens militares e arcediago de Toledo, a 10 de julho de 1815. D. Fernando VII pediu a sua promoção a cardinalato.
Criado cardeal no consistório de 23 de setembro de 1816; ele recebeu o barrete vermelho por breve papal no dia seguinte; nunca foi a Roma para receber o chapéu vermelho e o título.
Morreu em Madrid em 10 de fevereiro de 1820. Enterrado no convento das freiras capuchinhas, Madrid.